# Список заслуженных тренеров СССР (хоккей с шайбой)
Почётное спортивное звание, присваивалось в 1956-1992 годах.
| 1956 год |                               |            |  |        |  |                                              |
| 1        | Егоров Владимир Кузьмич       | 04.08.1956 |  | Москва |  |                                              |
| 2        | Тарасов Анатолий Владимирович | 04.08.1956 |  | Москва |  | (снято 15.05.1969, восстановлено 30.10.1969) |
| 3        | Чернышёв Аркадий Иванович     | 04.08.1956 |  | Москва |  |                                              |

## 1957
- Захватов, Сергей Иванович (присвоено 22 октября 1957 года)

## 1965
- Эпштейн, Николай Семенович (присвоено 25 апреля 1965 года)
- Игумнов, Александр Иванович (присвоено 22 декабря 1965 года)

## 1967
- Бобров, Всеволод Михайлович (присвоено 30 марта 1967 года)
- Мкртычан, Григорий Мкртычевич (присвоено 30 марта 1967 года)
- Кострюков, Анатолий Михайлович (присвоено 30 марта 1967 года)

## 1969
- Кулагин, Борис Павлович (присвоено 1 апреля 1969 года)
- Митин, Сергей Андреевич (присвоено 1 апреля 1969 года)

## 1971
- Баулин, Юрий Николаевич
- Пучков, Николай Георгиевич

## 1976
- Локтев, Константин Борисович (присвоено 15 февраля 1976 года)
- Юрзинов, Владимир Владимирович (присвоено 15 февраля 1976 года)

## 1978
- Тихонов, Виктор Васильевич

## 1979
- Давыдов, Виталий Семенович

## 1981
- Карпов, Николай Иванович

## 1982
- Моисеев, Юрий Иванович

## 1988
- Дмитриев, Игорь Ефимович (присвоено 4 апреля 1988 года)

## 1989
- Васильев, Владимир Филиппович (присвоено 29 мая 1989 года)
- Цыгуров, Геннадий Федорович (присвоено 29 сентября 1989 года)
- Богданов, Анатолий Васильевич (присвоено 29 ноября 1989 года)

## 1990
- Тузик, Игорь Николаевич (присвоено 16 ноября 1990 года)

## 1991
- Дубровин, Петр Васильевич (ЧМ, глухие) (присвоено 15 сентября 1991 года)[3]

## 1992
- Черенков, Роберт Дмитриевич (присвоено 15 февраля 1992 года)
- Якушев, Александр Сергеевич (присвоено 15 февраля 1992 года)
- Зарубин, Александр Максимович (присвоено 25 февраля 1992 года)
- Королев, Юрий Васильевич (присвоено 25 февраля 1992 года)

## Год присвоения неизвестен
- Лебедев, Элвин (Челябинск) (ЧМ, глухие; присвоено в 1990?)